# Andrena lucidicollis
Andrena lucidicollis är en biart som beskrevs av Morawitz 1876. Andrena lucidicollis ingår i släktet sandbin, och familjen grävbin. Inga underarter finns listade i Catalogue of Life.